# HMS Boadicea (H65)
HMS Boadicea là một tàu khu trục thuộc lớp B được Hải quân Hoàng gia Anh Quốc chế tạo vào năm 1930. Thoạt tiên được phân về Hạm đội Địa Trung Hải, nó được chuyển sang Hạm đội Nhà vào năm 1936, và đã phục vụ trong Chiến tranh Thế giới thứ hai cho đến khi bị máy bay Đức đánh đắm trong lúc tham gia hỗ trợ cho cuộc đổ bộ Normandy vào ngày 13 tháng 6 năm 1944.

## Thiết kế và chế tạo
Boadicea được chấp thuận chế tạo trong khuôn khổ Chương trình Chế tạo Hải quân 1928, được đặt lườn vào đầu tại xưởng tàu của hãng Hawthorn Leslie & Company Limited ở Hebburn-on-Tyne vào ngày 11 tháng 7 năm 1929. Nó được hạ thủy vào ngày 23 tháng 9 năm 1930, và hoàn tất vào ngày 7 tháng 4 năm 1931.

## Lịch sử hoạt động
Boadicea nhập biên chế tại Portsmouth vào ngày 2 tháng 6 năm 1931 và tham gia Chi hạm đội Khu trục 4. Quá trình phục vụ trước chiến tranh của nó bao gồm tại Địa Trung Hải từ năm 1931 đến năm 1936. Sau khi được tái trang bị tại Portsmouth vào năm 1936 nó lại gia nhập Chi hạm đội Khu trục 4 cho đến khi các tàu khu trục lớp B được thay thế bởi những chiếc lớp Tribal.
Khi Chiến tranh Thế giới thứ hai nổ ra, Boadicea được điều về Chi hạm đội Khu trục 19 đặt căn cứ tại Dover với nhiệm vụ hộ tống các đoàn tàu chở quân. Hoạt động tác chiến đầu tiên của nó trong chiến tranh là giúp triệt thoái Sư đoàn bộ binh sơn chiến 51 khỏi Le Havre vào tháng 6 năm 1940. Nó bị hư hại đáng kể, buộc phải quay về Portsmouth, để sửa chữa. Trong những năm 1942-1943, nó hộ tống các đoàn tàu vận tải đi sang Liên Xô, cũng như hỗ trợ cho Chiến dịch Torch, cuộc đổ bộ lực lượng Đồng Minh lên Bắc Phi.
Boadicea từng tham gia hộ tống các Đoàn tàu vận tải Bắc Cực: PQ-15,QP-12, JW-51-A, JW-53, JW-57, JW-58, RA-53, RA-57, RA-58 và RA-59.
Boadicea bị đánh chìm vào ngày 13 tháng 6 năm 1944 đang khi hộ tống đoàn tàu buôn vận tải EBC-8 xuất phát từ Milford Haven để hỗ trợ cho cuộc đổ bộ Normandy. Nó có thể đã trúng một quả tên lửa không-đối-đất Hs 293 phóng từ một máy bay Do 217. Tuy nhiên, báo cáo chính thức của Hải quân Anh cho rằng đó là do một quả ngư lôi phóng từ một máy bay Ju 88 vốn ngụy trang và len lỏi trong đội hình máy bay tiêm kích Bristol Beaufighter của Không quân Hoàng gia Anh. Chỉ có 12 người trong tổng số 188 thành viên thủy thủ đoàn sống sót.
Xác tàu đắm của Boadicea nằm trong vịnh Lyme cách 16 dặm (26 km) về phía Tây Nam đảo Portland, tại tọa độ 50°28′12″B 02°29′30″T / 50,47°B 2,49167°T, ở độ sâu 53 mét (174 ft). Mũi tàu bị tách rời tại phía trước các phòng động cơ; phần đuôi tàu ở tư thế thẳng đứng và còn khá nguyên vẹn. Địa điểm đắm tàu được xác định là một nơi được bảo vệ theo Luật Bảo vệ Di sản Hải quân 1986.